# コリントの信徒への手紙一2章
コリントの信徒への手紙一2章（コリントのしんとへのてがみいち2しょう）は、新約聖書のコリントの信徒への手紙一の中の一章。1-5節で十字架と神の力について、6-16節で隠された神の知恵と霊について語られている。以下の注解では書名や人名、地名は口語訳に従う。

## 注解
口語訳で「あかし」と訳されているのはギリシャ語ではμαρτύριον (marturion) である。Μαρτύριον (marturion) はテクストゥス・レセプトゥスにおいて採用されている読みであり、バチカン写本やベザ写本などに見られる。ウェストコット・ホートや新しいネストレ・アーラントのテクストにおいてはパピルスやアレクサンドリア写本、エフラエム写本等で支持された「謎」「神秘」を意味するμυστήριον (mustérion) が採用されている。口語訳と同様にμαρτύριον (marturion) を支持する読み方としてはコリント人への第一の手紙2章7節に影響を受けてμυστήριον (mustérion) に修正されたと考えられ、また1-2章においては神の神秘であるキリストを証する内容が語られていることが根拠として挙げられる。
一方μυστήριον (mustérion) を支持する根拠としてコリントの信徒への手紙一1章6節の影響を受けてμαρτύριον (marturion) に写字生に修正されたと考えられ、また2章においてはイエス・キリストにある神の隠された富を理解するために神の霊から啓示を受ける必要性が語られているため、「神秘」と解釈されるべきだとされる。いずれの論拠もある程度の説得力を持っており、どちらがオリジナルの本文であるかを決定することは困難である。
田川建三もどちらの読みを原本とするかは五分五分であるとした上で「秘義」と訳している。新共同訳聖書の「秘められた計画」は「計画」という言葉が原文に含まれていないとして批判している。青野は「わたしもまた」で重ね合わされているのはコリント人への第一の手紙1章26-28節の内容であるとする。愚かで弱く、軽んじられ、無に等しい信徒にこそ与えられる「召し」が自分にもあるのだとパウロは語っているのである。
バークレーは使徒行伝17章22-34節においてアレオパゴス説教でパウロは哲学的な言葉を用いて、知恵のある言葉を語ったが、効果を上げることはできなかったとする。そのため学問的な言葉を用いずに説教を行うようになったとしている。
ブルースはこれに反対し、パウロの手紙そのものを論拠としてパウロはもともとこの節で語っている内容を実行していたとする。
口語訳で「あなたがたの間では」と訳されているのはἐν ὑμῖν (en humin) である。これは新共同訳聖書や新改訳2017も同様に訳している。標準英語訳聖書、欽定訳聖書、 新ジェイムズ王訳、改訂標準訳聖書、新改訂標準訳聖書でも”among you”と訳されている。単語ἐν (en) は通常in「の中に」という意味であるが、among「の間」という意味もある。小川修は「あなたがたの間では」と訳されている聖書翻訳が多いことを指摘した上で「あなたがたの中に」と訳した。そしてコリント教会設立のプロセスにおいて、コリントの人々の間ではイエス・キリストは当初全く知られていなかったはずであり、そのような人々の間でわざわざ十字架のイエス以外知ろうとしないという言表をすることは不自然であると指摘する。しかしこの箇所を「あなたがたの中に」と訳した場合、このことは理解できるとする。人間がキリストの中にいるのと同時にキリストも人間の中にいる。パウロがコリントの人々に出会ったときはコリントの人々はキリスト者ではなかった。しかしパウロはコリントの人々の「中に」「キリストがいることを見た」のである。
口語訳で「十字架につけられた」と訳されているのはἐσταυρωμένον (estaurōmenon) であり、σταυρόω (stauroó) の完了分詞受動態男性単数対格である。ギリシャ語における完了形は継続を意味しており、現在、アオリスト、未来、未完了過去などの他の動詞形より使用頻度が低く、完了形の使用には強い意図が込められている場合が多い。釈義において完了形の意味について考えることは非常に重要である。青野はこの完了した動作の結果・影響が現在にまで継続して及んでいるギリシャ語の完了形について、英語の現在完了形を用いて語っている。例えば”I lost the key.”と過去形で言表した場合には失くした鍵が見つかったのか否かは不明だが、現在完了形で”I have lost my key.”と言表した場合にはその鍵はまだ見つかっておらず、その鍵は失くしたままであることをも意味する。したがって完了形によって十字架につけられたことが言い表されている場合には「十字架につけられ給ひしままなるキリスト」と訳されなければならない。
その上でもし十字架を贖罪という1回限りの点的な行為として十字架が捉えられているのであれば十字架は完了形ではなくアオリスト形になるはずである。パウロが完了形によって「十字架につけられ給ひしままなるキリスト」と語ったのは継続して今もなお十字架につけられたままの姿で、信徒と苦難を共にするキリストが語られているとする。このことはガラテヤ人への手紙2章19節および6章14節でも表されている。この2つの言葉も十字架が完了形で書かれている。
パウロは「十字架につけられ給ひしままなるキリスト」という言葉を使うことで十字架上における悲惨な姿のキリストに目を向け、心に刻むことが必要なのであるということを表現した。神はそうした無残な姿のキリストをこそ肯定しているからである。復活の主キリストは復活の命を与えられ、かつ十字架につけられたまま生き続けるのである。
コリント教会やガラテヤ教会においてはエルサレムから来たユダヤ主義的キリスト者（ヘブライスト）が入り込んできており、割礼をはじめとするユダヤの律法の遵守を求めた。パウロはこのヘブライストたちを論敵とみなしており、そのような強い生き方に反対した。コリント人への第二の手紙11章4節でそれが表れている。
マルコによる福音書もこうしたパウロにおける十字架のイエス理解を継承していると考えられる箇所がある。マルコによる福音書15章37-39節がそれである。十字架上で叫んで死んだイエスを見て百卒長はイエスが「神の子」であることを悟り、信仰告白した。イエスの最後の叫びは絶望でしかなく、そこに奇跡はない。それを神の子であると不信仰で神なき者であったはずの百卒長が語る一方で自他共に信仰深いと認めていたユダヤ教の指導者たちが神の子を十字架に追いやる逆説をマルコは伝えているのである。
他にもマルコがパウロの手紙を知っていたことを示唆する箇所としてマルコによる福音書16章6節が挙げられる。「十字架につけられ給ひしままなるキリスト」という完了形の表現はマルコによる福音書においても使われているのである。
CiampaおよびRosnerによればコリント教会の「賢者」たちは様々な主題について説明をすることができたのに対し、パウロは「キリストの十字架」についてのみ宣教した。パウロはコリント教会で起こっている分裂や指導者の問題といった実際的な問題に対しても十字架に注意を向けさせることによって改善を図ろうとしている。パウロにとって十字架のキリストは赦しと救い以上のものであり、キリスト者の生活と職務に対するビジョンを示すものである。田川はパウロにとっては十字架の贖罪による救済と、復活のキリスト顕現だけがキリストなのであり、生前のイエスの活動を重視するとイエスを直接知っている人々の立場が強くなり、そうした人々からの教えの重要性が高まることになるためこれを嫌ったとする。これを示唆する箇所としてガラテヤ人への手紙1章11-12節が挙げられる。
これに対して青野はパウロの手紙の中で生前のイエスの言行に直接的に言及することが非常に少ないことを認めつつ、ヨハネによる福音書とヨハネの手紙が同じ共同体から生み出されており、イエスの言行への関心を強く持っていても手紙ではイエスの言行に直接的に言及しているわけではないことを指摘する。その上で直接的な言及ではなくとも共観福音書と類似した内容がパウロの手紙の中では示されているとする。
口語訳で「弱く」と訳されているのは新共同訳聖書や田川訳では「衰弱していて」である。ギリシャ語ではἀσθενείᾳ (astheneia) であり、weaknessやsickness、つまり弱さや病気という意味がある。田川は口語訳の「弱く」を性格が弱いという意味にも取られかねないと批判している。ガラテヤ人への手紙4章13節でもパウロが病気であることが示されているが、その後も病気を引きずっていたと考えられる。
Thiseltonはパウロを苦しめていたのはてんかんや目の病気が考えられるとする。ガラテヤ人への手紙4章15節にはパウロが目の病気であったことを示唆すると考えられる記述がある。
その上で、これがコリント人への第一の手紙2章3節と結合させることができるかどうかは自明ではないとする。表面的な病気を「弱さ」と結合させることはパウロがこの議論をしている意図を損なう可能性がある。シュヴァイツァーはパウロが命の言葉を語るためにイエス・キリストの屈辱、苦しみ、死を共に分かち合うことがこの「弱く」と結びついているとする。パウロの仕事は力は神のものであり、自分自身のものではないことを示しているのである。
口語訳で「わたしは」と訳されているのはギリシャ語ではκἀγὼ (kagō) である。これはコリント人への第一の手紙2章1節で「わたしもまた」と訳されている語と同じである。青野はほとんどの翻訳聖書において1節はκἀγὼ (kagō) を「わたしもまた」と訳すことができているのに対して3節では全く同じ語をそのように訳していないことを指摘する。3節で「わたしもまた」と翻訳するとその「わたし」と並んで「弱くかつ恐れ、ひどく不安」であったのは誰かという問いが生じ、それは「十字架につけられ給ひしままなるキリスト」以外の何物でもない。パウロはキリストを自分と同様に弱く、恐れ、不安であった存在、自分と共に苦しみ続けている存在としていることになるため、ほとんどの聖書翻訳ではそれを受け入れず、「わたしは」と訳しているのではないかと考えられる。その上で「十字架につけられ給ひしままなるキリスト」という言葉はキリストの死に方に注意を向けさせるものであり、そしてそれは信徒の生き方を規定するものであるとする。これは十字架が救済の根拠であるよりも、パウロの「弱く、かつ恐れ、ひどく不安である」あり方と並行するものであると理解されているということである。「十字架につけられ給ひしままなるキリスト」は当然歴史的経緯とは異なる。キリスト教信仰においてはイエスは十字架につけられ、埋葬され、復活したと理解されているからである。それ以外は何も知るまいと決心したのは「十字架のキリスト」であり、「復活のキリスト」ではない。コリント人への第一の手紙15章では「復活のキリスト」が語られているため、復活もパウロにおいては明らかに重視されているが、「十字架のキリスト」が持つ愚かさ、つまずき、弱さを逆説的に捉えることなしに「復活」のキリストについて語ることはできなかったのである。
カルヴァンおよびバークレーは「恐れ」をパウロに与えられた宣教の任務の困難さと重要性を認識し、また自分の愚かさを知ることで感じる畏敬と謙譲であるとする。傲慢に、自信を持って、緊張も感じずに、技術だけを頼りにして宣教を行うのではなく、緊張と恐れをもって任務に当たることが重要なのである。
口語訳で「巧みな」と訳されているπειθοις (peithois) は「説得的な」という意味である。異読には様々な読みがあり、ネストレ・アーラントの読みでは「説得的な知恵の言葉」であるが、Comfortは「言葉」はコリント人への第一の手紙2章13節との整合性を保つために挿入された言葉であるとし、パピルス写本が支持する「説得的な知恵」が本来の本文である可能性が高いとしている。
パウロはギリシャ・ローマの修辞学の伝統で訓練された雄弁家が持つ説得の技術を明確に拒絶しているのである。「力」と訳されているのはδυνάμεως (dynameōs) で、δύναμις (dunamis) の女性単数属格である。δύναμις (dunamis) の意味範囲は広く、力、強さ、権威、権力、能力、奇跡を意味する。この言葉で奇跡を表す場合の行為者はイエス、ステパノ、ピリポ、パウロ、その他の者と幅広く使われており、反キリストの場合もある。
田川は「霊」と「力」が共に使われていることから、奇跡行為を指す力δύναμις (dunamis) であるとするが、ヴェントラントはあくまでもこの箇所は十字架の説教を語っているのであり、「霊と力の証明」が奇跡行為かどうかは疑わしいとの見解を取る。青野は文脈からは「証明」が奇跡や力ある業に直接的に依拠していたとは考えられないとしている。Conzelmannは共同体で起こる恍惚や奇跡は聖霊の働きであるとパウロは考えていたが、それは一時的暫定的なものに過ぎないとする。
パウロにおいて信仰とは福音を聞いて、それを受け入れることである。そのことはガラテヤ人への手紙3章2節および5節に表れている。
信仰を持ったとき、人は自分のこの世的なものを捨て、神に委ねる生き方をするようになる。それは「聞いたことの下に」信じつつ自分を置くことである。ローマ人への手紙4章3-5節において創世記15章6節の引用をパウロは行っているが、信仰には前提や条件といったものはないのである。ユダヤ人も異邦人も働きはなくとも神は信仰によって義とされることができる。
アブラハムはローマ人への手紙4章20-21節にあるように信仰の本質を体現した人物であった。
信仰共同体についてはコリント人への第一の手紙10章16-17節で語られている。
ここでパウロはキリストのからだと十字架上に流されたキリストの血を並行に語っている。キリストのからだが1つであることはパウロにおいて教会論として展開されているのである。信徒たちは1つのキリストのからだの肢体である。したがって、異なる賜物を持った信徒たちは互いに助け合って奉仕をしていくことが重要なのである。
口語訳で「円熟している者」と訳されている言葉はτελείοις (teleios) であり、perfect「完全な」やmature「成熟した」などという意味がある。したがって円熟と訳すことも可能だが、「完全な者」と訳すこともできる。青野および田川はいずれも「完全な者たち」と訳しているが、その意味については異なる見解を取る。青野は「完全な者たち」をなんの留保もなく使用しているのではなく、批判的に用いているとする。ピリピ人への手紙3章12-15節においては同じτελείοις (teleios) という言葉がより明確に批判的に用いられている。
田川は青野のような見解はこの「完全な者たち」がグノーシス主義的であることから異端的な言葉がパウロ書簡に出てくることを都合が悪いと考え、敵対者の言葉を引用したとすることにより問題を回避しようとしているとして退ける。その上で「完全な者たち」はグノーシス主義だけではなく古代哲学やヘレニズム神秘主義、アレクサンドリアのフィロン、死海写本等広く使われている概念であるとする。この箇所においてはConzelmannが論じているように「信徒の中のより水準の高い者」を指す。哲学・宗教思想において広く用いられていた言葉をパウロが用いて議論を行っていることを示す翻訳であることが必要なのである。「支配者たち」と訳されているἄρχων (archón) については様々な解釈がなされてきた。ベルゼブルの悪魔の魂、人間の政治的および社会的権威、人間の支配者とその背後にある霊的な力などが挙げられる。悪霊の頭としての用法がマタイによる福音書9章34節に、人間の支配者としての用法がローマ人への手紙13章3節にある。「滅び行く」と訳されているκαταργουμένων (katargoumenōn) は「無力にされる」ということであり、一時的な存在に過ぎないことが表されている。
榊原は8節で支配者たちが「栄光の主を十字架につけた」と語られていることから、悪霊のような存在がイエスを十字架につけたという思想が新約聖書にはなく、あくまでもこの支配者たちは「人間的なこの世の支配者」であるとする。
「隠された奥義としての知恵」とはコリント人への第一の手紙1章24節にあるように「神の知恵たるキリスト」であり、それを受け取るのはこの世から区別された「召された者」である。
ハーンによればパウロにとってキリストの先在の言葉はキリストが「人間となること」についての言葉と結びつく。ピリピ人への手紙2章6-8節ではキリストが神と等しい存在であったにもかかわらず、神に派遣された人間となって自分をむなしくした。人となった方は神からの者であり、神の現実に参与するのである。神の子として任命され、全権委任された人間イエスの生は啓示であり、死という頂点に向かっていったのである。人性はそこにこそ現れる。
口語訳で「世の始まらぬ先から」と訳されているのはπρὸ τῶν αἰώνων (pro tōn aiōnōn) である。小川修はこれを「時間に先立って」と直訳している。人間たちがキリストの中にあるということは通常の人間の知恵では理解できないことである。しかしそのことは時間に先立って予定されていたことなのである。
隠された神の知恵はピラト、ヘロデ・アンティパス、カイアファなどの支配者には理解することができなかった。支配者たちはイエス・キリストが十字架にかかり、死んで復活し、「栄光の主」となることを誰一人として理解していなかった。イエスは十字架後の復活によって神の前に入り、栄光を受けている。そのような考え方がローマ人への手紙6章4節で表されている。
「栄光」はギリシャ語ではδόξα (doxa) である。δόξα (doxa) はホメロスのような聖書外のギリシャ語文献においてopinion（意見）という意味を持つ。その他にもrepute（評判、名声）といった意味もある。新約聖書ギリシャ語の中では「意見」という意味でδόξα (doxa) が使われることはなく、使徒教父文書においても見られない。エペソ人への手紙3章13節でもδόξα (doxa) は栄光（口語訳は「光栄」）という意味で使われている。
口語訳で「しかし、聖書に書いてあるとおり」と訳されている部分はἀλλὰ καθὼς γέγραπται (alla kathos gegraptai) であり、「聖書に」という言葉は原文にはない。田川は「しかし書かれてあるように」と訳している。「聖書に」という言葉はないものの「書かれてあるように」という言い方をパウロがする場合、旧約聖書正典からの引用が通常なされる。しかし旧約聖書の中で似ている箇所としてイザヤ書52章15節、64章4節、65章16節、エレミヤ書3章16節が挙げられるが、引用文と完全に一致する箇所はない。
オリゲネスは『マタイ福音書註解』の中で「エリヤの秘義」からの引用であるとしているが、それは現存していない。「エリヤの秘義」をパウロが正典とみなしていたかどうかは不明確で、パウロがこの引用文を旧約聖書のどこかに書かれていると思いこんでいた可能性もある。イザヤ書64章4節についてヴェスターマンは、「わたしたちが期待もせず…いにしえから聞いたこともなかったこと」は神顕現によりイスラエルが経験した神の奇跡ははるか過去になっており、その再現を期待することさえもはやできなくなっていたことを示しているとする。Oswaltはこの箇所について、神は比類なき存在であることを示しているとする。イスラエルの神だけが待ち望む者のために行動する方である。そして待つということは長い間、いとわずに神に献身し、信頼を示すことである。自分の時間ではなく神の時間を待つことなのである。
口語訳で「御霊」と訳されているのはπνεῦμα (pneuma) である。πνεῦμα (pneuma) は風、息が第一義として挙げられる。吹くという意味のあるπνέω (pneó) から派生した語である。聖書外のギリシャ語では預言的、熱狂的な意味や宇宙的、普遍的な意味で用いられた。新約聖書に出てくる379回のうち風や息といった本来の語義で使われているのは3回にすぎない。また、この言葉はרוּחַ (ruach) の訳語として七十人訳聖書では使われている。רוּחַ (ruach) の基本的な意味も風や息であるが、風や息そのものというよりはその中に表れてくる力として存在しており、どこから来てどこへ行くのかは人間には分からない。רוּחַ (ruach) は伝道の書1章14節でも使われている。
רוּחַ (ruach) の神の霊を表す用法は創世記1章2節などに見られる。
パウロにおいて霊を受けるということは客観的なしるしを伴うという理解がテサロニケ人への第一の手紙1章5節に表れている。
聖霊が人間の主であることがローマ人への手紙9章1節で表現されている。
霊は信徒たちを一つに結びあわせるものである。
口語訳で「きわめる」と訳されているのはἐραυνάω (ereunaó) である。探す、調べるといった意味がある。ヨハネによる福音書5章39節ではユダヤ人たちが聖書を調べる用法で使われている。
ヨハネの黙示録2章23節では心の奥底までも探る、つまり批判的に吟味する用法で使われている。
啓示とは、人間に対する神の意志の自己顕示である。神が人間にその意志を顕示しなければ人間はそれを知ることはできない。
啓示の形は様々で、自然を通して、また民を助けることなどを通して表される。
旧約聖書においては神はイスラエルの民をエジプトから導き出した神として啓示された。新約においては神はイエス・キリストを通して啓示された。それは特に十字架と復活に現れた。
「人間の思い」「神の思い」の「思い」は改訂標準訳聖書にならって口語訳によって補われた言葉であり、原文にはない。新共同訳聖書、新改訳2017、田川訳では「人間のこと」「神のこと」と訳している。口語訳では「人間のこと」を「だれが知っていようか」、「神のこと」を「知るものはない」と同じ「知る」という言葉を使って訳しているが、人間のことに関してはοἶδα (oida)、神のことに関してはγινώσκω (ginóskó) と異なる動詞が使われている。οἶδα (oida) は通常完了形で使われており、現在の意味で読み取ることができる。しかしγινώσκω (ginóskó) は通常完了形で使われているというわけではなく、今まで神を認識した人間はいなかったということを強調する意味合いがある。そこで人間は神の霊を受けてはじめて神のことを認識することができたのである。γινώσκω (ginóskó) は基本的な語義は「知る」だが、その使われ方は多様である。知らせを通して事情を「知る」用法はマタイによる福音書12章14-16節に見られる。
マタイによる福音書22章15-22節の皇帝への税金についての問答では「悪意を知って」とイエスが隠された意図に気がついた用法で18節において使われている。
性的交渉についても使われる場合がある。
11節後半について、Conzelmannはヨハネによる福音書1章18節が関連しているとする。
Bultmannは「神を見た者はまだひとりもいない」について、人間が神に直接到達することはできないという主張を見る。ヨハネによる福音書14章8節においてピリポは神を見たいという望みを表明しており、神に到達できるという考えを持っていた。
しかし人間の理性によって神を見ることはできず、啓示者である神への信仰だけが神を見ることができるのである。これは神を自由に扱うことはできないという考えが旧約聖書から連続している。カルヴァンは聖霊の証だけが福音を理解させるものであるのと同時に、その確信は手で触って確かめるのと同様の確固としたものであるとする。
口語訳で「この世」と訳されているのはκόσμος (kosmos) である。κόσμος (kosmos) は新約聖書では「この世」「世界」という意味で使われるが、order「整える」「順序立てる」がより基本的なこの言葉の意味である。この語はペテロの第一の手紙3章3節で「飾り」の意味で使われている他は常に「世」という意味で使われている。
κόσμος (kosmos) は神によって創造されたものの総体であることが使徒行伝17章24節に表されている。

人間の相互関係としての総体としての「世」という用法ではルカによる福音書4章5節で使われている。
パウロにおいては人間学的な視点からκόσμος (kosmos) が使われている。
κόσμος (kosmos) との和解はコリント人への第二の手紙5章19節で書かれている。
口語訳で「受けた」と訳されているのはἐλάβομεν (elabomen) で、λαμβάνω (lambanó) のアオリスト直説法能動態一人称複数である。λαμβάνω (lambanó) には「受け取る」という意味の他に「奪う」などの意味がある。「奪う」の意味で使われている箇所としてマタイによる福音書5章40節が挙げられる。
RobertsonはLightfootに依拠してこの「受けた」のアオリストは贈り物を受け取った明確な時間を指すとしている。聖霊は常に受け取られるものではあるが、ここでは特に神からの聖霊という贈り物がパウロとコリントの信徒たちが共に過ごした時に受け取られたことが表現されているとする。Thiseltonはパウロは十字架の神学に続いてこの議論を進めており、十字架がもたらす生き方を深く受け入れることでこの世の支配者によって課せられた価値観からの解放がもたらされるとする。キリストの中にあることによって信徒たちは新しい世界に入っていくことができるのである。
Conzelmannはパウロとコリントの信徒たちが共に過ごしていた時に一緒に神の霊を受け、神を知ることができたという暗黙の了解があるとする。
小川は口語訳で「ところが、わたしたちが」と訳しているἡμεῖς δὲ (hēmeis de) を「このわたしたち」と強調しているとする。「受けた」を意味するἐλάβομεν (elabomen) はλαμβάνω (lambanó) のアオリスト直説法能動態一人称複数である。ギリシャ語では「受けた」が一人称複数形であることをもって「わたしたちが受けた」ことを表現することが可能であるため、ἡμεῖς (hēmeis) がなくとも同じ表現ができる。「このわたしたち」こそが世の霊ではなく神の霊を受けたのであると強調しているのである。このことは創世記におけるアダムの物語と合致している。塵に過ぎなかったアダムが神によって命の息を吹きかけられ、それによって生きた者となった。神の息、聖霊が先に人間に与えられ、その上で人間の心が存在できるのである。
口語訳で「御霊」と訳されているのはπνεύματος (pneumatos) である。テクストゥス・レセプトゥスにおいては「聖なる」を意味するαγιου (hagiou) が加筆されている。英語訳では欽定訳聖書や新ジェイムズ王訳でそれが反映されて”Holy Spirit”と訳されているが、他の英語訳では単に”Spirit”と訳されている。Comfortは「霊」に加筆がなされて「聖霊」とされる現象は新約聖書本文の伝達において頻繁に見られるものであるとする。
「解釈する」と訳されているのはσυγκρίνω (synkrinó) である。辞書では第一義として「結合させる」という意味が挙げられ、アリストテレスなどがその意味で用いている。その他に比較する、解釈するといった意味もある。田川はこの語に「ともに」を意味する接頭辞があることからあることを他のことと比較する意味があるとし、「判断しつつ」と訳している。ここでは人の知恵と御霊の言葉が比較されている。
カルヴァンはσυγκρίνω (synkrinó) を「比較する」「照合する」といった意味よりアリストテレスなどが用いている意味の「適合させる」と訳すべきだとする。その上で「適合させる」という訳を前提とした解釈として聖霊の天的な知恵によって、聖霊そのままの力を表すということがこの節で言われていることだとする。
Feeはカルヴァンのような意味で読むべきだと主張する注解者が存在することを認めつつ、創世記40章8節の七十人訳聖書でヨセフが「(夢を)解釈する」という意味で使っていることを指摘し、パウロは「解釈する」という意味でこの箇所を語っているとする。
榊原は「霊によって霊のことを解釈する」は解釈が困難であるとした上でこれは霊的な恵みを霊的な言葉によって説明して語ることを意味しているとする。これを「わたしたち」が使徒に限定される用法ではないことを挙げて超自然的な霊感や異言、キリスト教特有の専門用語であるとする解釈を退け、信徒たちが受けた聖霊からの啓示により恵みを受け、そこから素直に出てくる表現のことであるとする。キリスト教の伝道の過程の中でこの世の流行に合わせていくうちに語る内容までこの世の知恵に近づいていくことを戒めているのだとするのである。
ヘイズは「霊によって霊のことを解釈する」という曖昧な言い回しはコリントにおいて「霊の人」を自認し、誇っていた人々に対する皮肉であるとする。もし本当に霊の人であるとすれば、修辞学的に飾られていない十字架の言葉が神の霊に由来することが理解できるはずだということが言われているのである。
口語訳で「霊によって」と訳されているのはπνευματικοῖς (pneumatikois) である。これはπνευματικός (pneumatikos) の男性複数与格あるいは中性複数与格であり、変化形からどちらかに確定することは不可能である。男性複数与格であると考える場合は14-15節で論じられている「霊の人」を表現していることになるし、中性複数与格と考える場合には13節前半にある「御霊」を表していることになる。
口語訳で「生まれながらの」と訳されているのはψυχικος (psuchikos) である。この言葉はnatural「自然の」という意味を持つ。田川は口語訳や新共同訳聖書の「自然の人」も良い訳であるとしつつ「（自然的）生命の人間」と訳した。その上でパウロ書簡においては「肉的な人」が否定的な意味を持ち、「霊的な人」が正しい生き方をしている人、「（自然的）生命の人間」はその中間であるとする。
小川修はこれに反対し、パウロにおいて霊的な人間以外はすべて肉的な人間であり、中間的な人間という概念はないとする。したがってψυχικος (psuchikos) も肉的な意味で使われていると主張する。
ヴェントラントはψυχικος (psuchikos) を「魂の」（地的な）と訳している。一般的に「魂の」は人間の最も優れた部分と思われていたが、パウロはそれとは異なる用法で用いているとする。ヘレニズムの神秘思想の用法に従ってψυχικος (psuchikos)「魂の」とπνευματικός (pneumatikos)「霊の」を対立させて用いているとする。地上の人間は魂を持つが、神の霊を持っておらず、真の信仰者が神の霊を持つことができるのである。
N. T. Wrightは内紛をしていたコリントの信徒たちが1章10節から始められた内紛についての話題からそれていき、知恵の話をしていると考えるタイミングで重点に戻ろうとしているとする。コリントの信徒たちは哲学者が教えるような内容に熱心であり、キリスト教信仰と哲学的知識を組み合わせて通常の人間より優れた者となろうとしていた。しかしそれは彼らの未熟さの証拠であった。さらに重要な未熟さの証拠は内紛である。
Ciampa、Rosnerは「生まれながらの人」（自然の人）は神の御霊の賜物が理解できない点において8節でパウロが言及した「この世の支配者」と類似しているとする。
口語訳で「神の御霊の賜物」と訳されているのはτὰ τοῦ πνεύματος (ta tou pneumatos) であり、「賜物」は原文では冠詞である。口語訳は良訳とされている改訂標準訳聖書に強く依存している。改訂標準訳聖書はこの部分を”the gifts of the Spirit of God”と訳している。新共同訳聖書では「神の霊に属する事柄」、新改訳2017では「神の御霊に属すること」、田川訳では「神の霊の事柄」、岩波訳では「神の霊のことがら」と訳している。
口語訳で「判断する」「判断される」と訳されているのはἀνακρίνω (anakrinó) である。調べるという意味が第一義として挙げられる。サムエル記上20章12節では（人に）探りを入れる用法で使われている。
コリント人への第一の手紙4章3-4節では「裁く」と言った意味で使われる。
ブルースは「すべてのもの」とは12節で言われている「神から賜った恵み」を指すとする。15節の言葉はコリント人への第一の手紙4章3-4節でより明確に展開されている。霊の人は究極的には神にのみ責任を負う。「霊の人」と同じ霊を受けていない者が「霊の人」を判断することはできないのである。パウロは建設的な批判の必要性を認めている。そのことがコリント人への第一の手紙11章17節に表れている。
Thiseltonは15節は一部のコリントの信徒にとっては批判されることの免除や無敵性を表していると理解される可能性があるとしつつも、パウロとしては神の霊を持つ者でなければキリスト者としての実存を理解することはできず、キリスト者をキリスト者足らしめる要素や試練を知ることもできないのであるとする。ローマ人への手紙8章33節でそのことが示されている。
「だれが主の思いを知って、彼を教えることができようか」はイザヤ書40章13節の引用であり、七十人訳聖書と近い。青野は「私たちこそは」と訳し、ギリシャ語では通常省略される「私たちは」が文頭に置かれ、強調されているとする。
「しかし、わたしたちはキリストの思いを持っている」はパピルス、シナイ写本、アレクサンドリア写本、エフラエム写本などで支持されており、ほぼすべての英語訳がこれに沿っている。ウェストコット・ホートでは「しかし私たちは主の思いを持っている」となっており、バチカン写本などで支持されている。Comfortは写字生によってイザヤ書40章13節に適合された結果「主」に書き換えられたのだとし、本来のパウロのテクストではキリストは主なる神であるため、「主」から「キリスト」に移行することに抵抗を持たなかったのだとする。
口語訳で「思い」と訳されているのはνοῦς (nous) である。Mind、intellectつまり心や知性といった意味がある。田川は「思い」と訳した口語訳やそれに追随した新共同訳聖書を心の中で思ってみたことというような軽い意味に取られるとして批判し、「叡智」と訳した。この議論はグノーシス的な概念が多く、それを表せる叡智という訳語が良いとする。
ThiseltonはSchrageに依拠してこれまでキリストが言及されてきた箇所は十字架のキリストであったことを指摘する。キリストの叡智を知らせるのは自然的な「世の霊」ではなく、また霊的エリートのためのものではなく、人のために十字架にかかったイエス・キリストなのである。キリスト者が「キリストの思い」を反映するように祈ることに対し、パウロは十字架におけるキリストの屈辱を語る。16節前半の「主」から後半の「キリスト」への変化は真の神の知恵を十字架のキリストに結びつける。
ヴェントラントは16節は明確に三位一体論的であるとする。イザヤ書の引用の「主の霊」と「キリストの霊」が同一視されており、キリストなしに神の霊は存在しないし、この霊なしにはキリストに属する者となることはできない。同様のことを示す箇所がローマ人への手紙8章9節にある。